# Artur Quaresma
Artur da Silva Quaresma (Barreiro, 27 dicembre 1917 – Barreiro, 2 dicembre 2011) è stato un allenatore di calcio e calciatore portoghese, di ruolo attaccante.

## Carriera

### Club
Ha militato per sedici stagioni nel Belenenses.

### Nazionale
Ha esordito in Nazionale nel 1937, giocando nove anni dopo la sua quinta e ultima partita.

## Curiosità
È stato per anni erroneamente ritenuto parente del connazionale nonché calciatore Ricardo Quaresma notizia successivamente chiarita da quest'ultimo.

## Palmarès

### Giocatore

#### Competizioni nazionali
- Campionato portoghese: 1

Belenenses: 1945-1946
- Coppa del Portogallo: 1

Belenenses: 1941-1942

### Allenatore

#### Competizioni nazionali
- Terceira Divisão: 1

Rio Ave: 1976-1977